# 사예드 다르위시

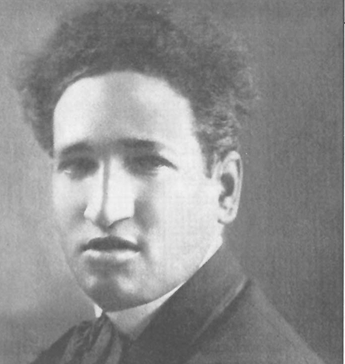
사예드 다르위시

사예드 다르위시(Sayed Darwish, 1892년 3월 17일 ~ 1923년 9월 10일)는 이집트의 가수이자 작곡가이다. 다르위시는 이집트 대중 음악의 아버지로 인식되고 있으며, 그가 이집트 민족 운동 지도자 무스타파 케말 파샤의 연설에 붙인 노래는 이집트의 국가로 채택되었다. 알렉산드리아 출신이며, 1923년 알렉산드리아에서 심장마비로 사망하였다.

## 같이 보기
- 아랍 음악